# نیتا یوشی‌آکی
نیتا یوشی‌آکی (انگلیسی: Nitta Yoshiaki; ۱ ژانویهٔ ۱۳۱۸ – ۱ ژانویهٔ ۱۳۳۸) پسر نیتا یوشیسادا سامورایی در اواخر دوره کاماکورا اهل ژاپن بود. وی به نفع امپراتور گودای گو علیه خاندان آشیکاگا جنگید. در محاصره کانه‌گاساکی (۱۳۳۷)، شاهزاده تسونه‌ناگا اسیر شد و و نیتا یوشی‌آکی در نبرد کشته شد.